# Gustav Koch (Politiker, 1795)
Gustav Koch (* 6. August 1795 in Leipzig, Kurfürstentum Sachsen; † 9. Februar 1862 vermutlich in Cölln bei Meißen, Königreich Sachsen) war ein deutscher Jurist und Stadtrat.

## Leben
Gustav Koch war der Sohn des Juristen, Prokonsuls und kursächsischen Hofrats Christian Traugott Koch. Nach Hausunterricht, von 1809 bis 1814 an der Landesschule Pforta in Schulpforte, studierte er an der Universität Leipzig. 1820 schloss er sein Studium mit dem Grad Doktor der Rechte ab. 1821 wurde er Assessor der juristischen Fakultät der Universität Leipzig. Als Beisitzer, Vize-Kriminalrichter und Stadtrat war Koch von 1824 bis 1839 u. a. im Vereinigten Polizeiamt, der Provisorischen Sicherheitsbehörde und dem Vereinigten Kriminalamt der Stadt Leipzig tätig. Neben dem Bürgermeister Christian Adolf Deutrich waren Heinrich Demuth und Koch die einzigen besoldeten Angehörigen des Rats der Stadt Leipzig zu jener Zeit.
Er war verheiratet mit Louise Koch, geborene Kupfer.

## Ehrungen
Koch erhielt zum Anlass seines Rücktritts vom Amt als besoldeter Stadtrat und wegen der Verdienste in städtischen Ämtern im Jahre 1839 die Ehrenbürgerwürde der Stadt Leipzig.